# Хорхе Гиљен
Хорхе Гиљен Алварез (18. јануар 1893 - 6. фебруар 1984), био је шпански песник, члан генерације 1927., универзитетски наставник, научник и књижевни критичар.
У периоду 1957-1958 одржавао је предавања на Универзитету Харвард, која су објављена 1961. године под насловом Language and Poetry: Some Poets of Spain. Завршно предавање било је признање његовим колегама из генерације '27. 1983. године именован је омиљеним сином Андалузије. Четири пута је био номинован за Нобелову награду за књижевност.

## Биографија
Хорхе Гиљен је рођен у Ваљадолиду, где је провео детињство и адолесценцију. Од 1909. до 1911. живео сам у Швајцарској. Студирао је на универзитетима у Мадриду - смештају у Residencia de Estudiantes - и Гранади, где је 1913. дипломирао филозофију. Његов живот је 
паралелан са животом његовог пријатеља Педра Салинаса, којег је наследио као шпанског читаоца на Сорбони на Универзитету у Паризу од 1917. до 1923. Током боравка у Паризу упознао се, и 1921. оженио Жермејн Кахен. Имали су двоје деце, сина Клаудија рођеног 1924. године који је постао запажени критичар и научник упоредне књижевности, и ћерку Терезу која се удала за харвардског професора Стивена Гилмана.
Докторирао је на Универзитету у Мадриду 1924. године дисертацијом о Гонгориној ноторно тешкој и, у то време, запостављеној дугој песми Полифемо. То је био и период када су његове прве песме почеле да излазе у Шпанији и у Перуу. Именован је за катедру шпанске књижевности на Универзитету у Мурцији од 1925. до 1929. године, где је са Хуаном Герером Руизом и Хосеом Баљестером Николасом основао и уређивао књижевни часопис Версо и Проса.
Наставио је да посећује Студентски дом, иако су његове академске одговорности ограничавале његово присуство на одморима. То му је омогућило да упозна млађе чланове генерације - као што су Рафаел Алберти и Федерико Гарсија Лорка. Постао је редовни дописник овог последњег, а приликом посете Лорке Уметничком клубу у Ваљадолиду априла 1926. године, Гиљен је представио увод у читање поезије, што је била промишљена и симпатична оцена човека за којег је сматрао да већ био песнички геније, иако је објавио само једну збирку.
Такође је учествовао у прославама Терцентенари у част Гонгоре. Свезак Октаве који је требало да уређује, међутим, никада није завршен, али је са великим успехом одржао читање неких својих песама на догађају у Севиљи.
Читалац је постао на Оксфордском универзитету од 1929. до 1931. године, а постављен је за професора на Универзитету у Севиљи 1932. године. 8. марта 1933. године био је присутан на премијери у Мадриду драме Bodas de sangre Гарсије Лорке. У августу 1933. године, могао је да присуствује представама у палати Магдалена у Сантандеру путујуће позоришне дружине Ла Барака коју је водио Лорка. 12. јула 1936. био је присутан на забави у Мадриду која се одржала непосредно пре него што је Гарсија Лорка последњи пут отпутовао у Гранаду пре свог убиства. Тамо је Лорка последњи пут прочитао своју нову драму La Casa de Bernarda Alba.
По избијању шпанског грађанског рата у јулу 1936. вратио се у Ваљадолид и накратко био затворен у Памплони из политичких разлога. Вратио се у своје радно место у Севиљи и тамо наставио да ради до јула 1938, када је одлучио да са супругом и двоје тинејџерске деце оде у избеглиштво у САД. Осим превирања у самој Шпанији, чињеница да је његова супруга била Јеврејка га је забринула.
Придружио се Салинасу на колеџу Вељеслеји и тамо остао као професор шпанског језика од 1941. до пензионисања 1957. Повукао се у Италију. 1958. у Фиренци се оженио Ирин Моки-Сисмонди,а његова прва супруга умрла 1947. Наставио је да држи предавања на Харварду, Принцетону и Порторику.
1976. добио је Premio Cervantes, најпрестижнију награду за писце шпанског језика, а 1977.  Premio Internacional Alfonso Reyes. Умро је у Малаги 1984. године, у доби од 91 године и тамо је сахрањен на англиканском гробљу Светог Ђорђа.

## Радови
- Cántico (75 poems), M., Revista de Occidente, 1928
- Cántico (125 poems), M., Cruz y Raya, 1936
- Cántico (270 poems), México, Litoral, 1945
- Cántico (334 poems), Bs. As., Sudamericana, 1950
- Huerto de Melibea, M., Ínsula, 1954
- Del amanecer y el despertar, Valladolid, 1956
- Clamor. Maremagnun, Bs. As., Sudamericana, 1957
- Lugar de Lázaro, Málaga, Col. A quien conmigo va, 1957
- Clamor... Que van a dar en la mar, Bs. As., Sudamericana, 1960
- Historia Natural, Palma de Mallorca, Papeles de Sons Armadans, 1960
- Las tentaciones de Antonio, Florencia/Santander, Graf. Hermanos Bedia, 1962
- Según las horas, Puerto Rico, Editorial Universitaria, 1962
- Clamor. A la altura de las circunstancias, Bs. As., Sudamericana, 1963
- Homenaje. Reunión de vidas, Milán, All'Insegna del Pesce d'oro, 1967
- Aire nuestro: Cántico, Clamor, Homenaje, Milán, All'Insegna del Pesce d'oro, 1968
- Guirnalda civil, Cambridge, Halty Eferguson, 1970
- Al margen, M., Visor, 1972
- Y otros poemas, Bs. As., Muchnik, 1973
- Convivencia, M., Turner, 1975
- Final, B., Barral, 1981
- La expresión, Ferrol, Sociedad de Cultura Valle-Inclán, 1981
- Horses in the Air and Other Poems, 1999